# Liste de musées en Mongolie
Ceci est une liste des musées de Mongolie.

## Baruun-Urt
- Musée ethnographique de Baruun-Urt

## Bayan-Ölgii
- Musée de la province de Bayan-Ulgii

## Bayanhongor
- Musée historique, ethnographique et d'histoire naturelle de la province de Bayankhongor

## Choybalsan
- Musée de sciences naturelles
- Musée
- Musée Zhukov

## Khalkhgol
- Musée de la Victoire de Khalkhgol

## Kharhorine
- Musée de Kharakhorum [1],[2]
- Musée de Khoshoo Tsaidam [3]

## Khovd
- Musée de la province de Khovd

## Öndörkhaan
- Palais Setsenkhaan [4] et musée de la province de Khentii

## Oulaangom
- Musée de l'aimag UV

## Oulan-Bator
- Musée central des dinosaures de Mongolie
- Musée national Gengis Khan
- Musée du temple Choijin Lama [5]
- Musée de la chasse et du gibier [6]
- Musée intellectuel international [7]
- Musée de la maison Marshall Joukov [8]
- Musée commémoratif des victimes de la répression politique [9],[10]
- Musée des costumes mongols [11]
- Musée du théâtre mongol
- Musée de médecine traditionnelle [12]
- Musée d'histoire naturelle de Mongolie
- Musée militaire mongol [13]
- Musée d'art de Mongolie
- Galerie nationale d'art moderne de Mongolie [14]
- Musée d'histoire des chemins de fer mongols
- Musée national de Mongolie
- Palais Vert
- Le Musée des Beaux-Arts de Zanabazar [15]

## Sainshand
- Musée Danzanravjaa [16]
- Musée d'histoire naturelle de Sainshand [17]

## Selenge
- Musée de la Province de Selenge

## Sükhbaatar
- Musée de la Province de Selenge

## Tchoïbalsan
- Musée de la Province du Dornod

## Tsetserleg
- Musée de la province d'Arkhangai [18]

## Voir également
- Liste des musées par pays
- Tourisme en Mongolie
- Culture de la Mongolie